# He Walked by Night
He Walked by Night is een Amerikaanse film noir uit 1948 onder regie van Alfred L. Werker en Anthony Mann. Destijds werd de film in Nederland uitgebracht onder de titel De rat.

## Verhaal
Bij een inbraak in een winkel in Los Angeles schiet een crimineel een agent dood. De politiecommissaris wijst de zaak toe aan de agenten Chuck Jones en Marty Brennan. Zij stuiten bij hun speurtocht op Paul Reeves, die een gestolen projectietoestel wil verkopen.

## Rolverdeling
| Acteur           | Personage               |
| ---------------- | ----------------------- |
| Richard Basehart | Roy Martin / Roy Morgan |
| Scott Brady      | Marty Brennan           |
| Roy Roberts      | Commandant Breen        |
| Whit Bissell     | Paul Reeves             |
| James Cardwell   | Chuck Jones             |
| Jack Webb        | Lee Whitey              |